# Bathyvargula optilus
Bathyvargula optilus är en kräftdjursart som beskrevs av Louis S. Kornicker 1968. Bathyvargula optilus ingår i släktet Bathyvargula och familjen Cypridinidae. Inga underarter finns listade.